# 작센주
작센 자유주(독일어: Freistaat Sachsen [ˈfʁaɪʃtaːt ˈzaksən]; 고지 소르브어: Swobodny Stat Sakska, 영어: Saxony)는 독일 남동부에 위치한 주로 주도는 드레스덴이며 면적은 1만 8413km2, 인구는 2023년 1월 1일 기준 4,086,152명이다. 북쪽으로는 브란덴부르크주, 북서쪽으로는 작센안할트주, 서쪽으로는 튀링겐주, 남서쪽으로는 바이에른주와 접하며 남쪽으로는 체코, 동쪽으로는 폴란드와 국경을 접한다.
1918년까지는 알베르트계 베틴 가의 왕국이었다. 이 주의 괴를리츠 시 일대는 1945년 이전까지는 슐레지엔에 있었지만 오데르-나이세선 동쪽 지역이 폴란드 편입으로 작센 주에 속하게 되었다.

## 역사
1423년 작센은 베틴 가의 봉토가 되었다. 1697년부터 1763년까지 폴란드와 동군연합을 이루었다. 1806년 작센 왕국이 되었으나, 나폴레옹 편을 들었기 때문에 1815년 프로이센에게 영토의 58%를 할양하였다. 1918년 독일 제국의 제1차 세계 대전 패전으로 인해 11월 13일 국왕이 퇴위하여 베틴 가의 왕조가 끝났다. 동독 치하에서는 한때 주가 해체되었으나, 1990년 독일의 재통일과 함께 작센 주가 부활되었다.

## 특징
- 구 동독 지역 중 가장 인구 밀도가 조밀하며 산업화된 지역이다. 또한 교육 수준이 가장 높은 편이며 우수 전문 인력과 학자들이 많은 주이다.
- 문화적인 전통을 보유하고 있어 미술, 도자기, 귀금속 공예 분야에서 국제적인 명성이 높은 편이다.
- 1989년 10월 동독 시민 혁명의 발상지인 라이프치히, 문화 중심지인 드레스덴과 공업 중심지인 켐니츠 등이 위치한 곳이다.
- 1990년 이후부터 기민당이 단독 집권하였지만 2009년 8월 선거에서 기민당이 과반수 확보에 실패하면서 자민당과 연정 체제를 수립했다.

## 지리

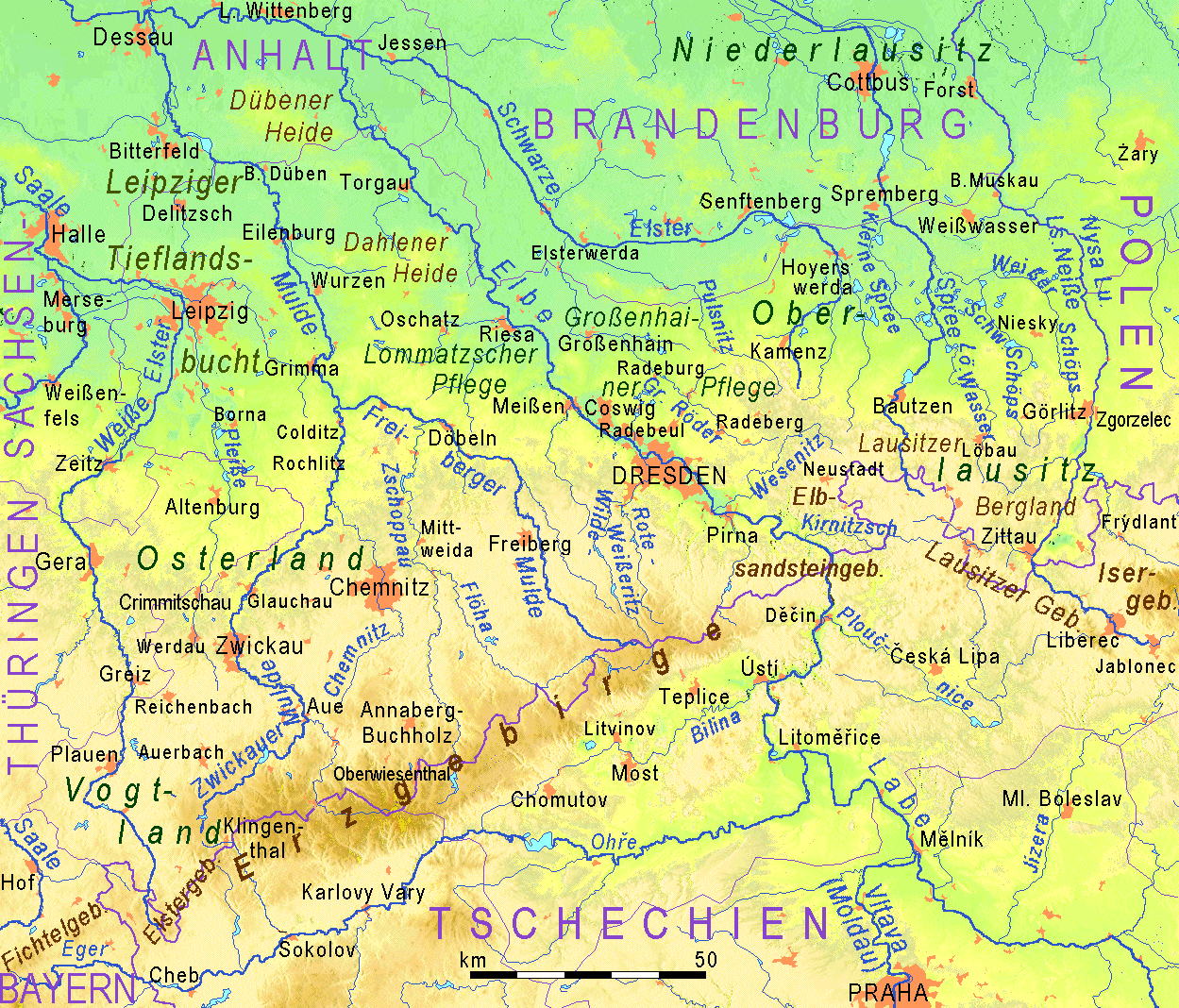
작센 주의 지리

## 행정 구역
10개 군, 3개 시를 관할한다.
군
1. 바우첸군
2. 에르츠게비르크스군
3. 괴를리츠군
4. 라이프치히군
5. 마이센군
6. 미텔작센군
7. 노르트작센군
8. 젝시셰슈바이츠오스트에르츠게비르게군
9. 포크틀란트군
10. 츠비카우군

시
1. 켐니츠
2. 드레스덴
3. 라이프치히

## 인구
| 연도 | 인구      | ±%     |
| ---- | --------- | ------ |
| 1816 | 1,200,000 | —      |
| 1837 | 1,652,114 | +37.7% |
| 1849 | 1,894,431 | +14.7% |
| 1858 | 2,122,148 | +12.0% |
| 1871 | 2,556,244 | +20.5% |
| 1880 | 2,972,805 | +16.3% |
| 1885 | 3,182,003 | +7.0%  |
| 1890 | 3,502,684 | +10.1% |
| 1895 | 3,787,688 | +8.1%  |
| 1900 | 4,202,216 | +10.9% |
| 1905 | 4,508,601 | +7.3%  |
| 1910 | 4,806,661 | +6.6%  |
| 1914 | 4,986,000 | +3.7%  |
| 1919 | 4,670,311 | −6.3%  |
| 1925 | 4,996,138 | +7.0%  |
| 1939 | 5,158,329 | +3.2%  |
| 1946 | 5,558,566 | +7.8%  |
| 1950 | 5,682,802 | +2.2%  |
| 1964 | 5,463,571 | −3.9%  |
| 1970 | 5,419,187 | −0.8%  |
| 1981 | 5,152,857 | −4.9%  |
| 1990 | 4,775,914 | −7.3%  |
| 1995 | 4,566,603 | −4.4%  |
| 2000 | 4,425,581 | −3.1%  |
| 2001 | 4,384,192 | −0.9%  |
| 2002 | 4,349,059 | −0.8%  |
| 2003 | 4,321,437 | −0.6%  |
| 2004 | 4,296,284 | −0.6%  |
| 2005 | 4,273,754 | −0.5%  |
| 2006 | 4,249,774 | −0.6%  |
| 2007 | 4,220,200 | −0.7%  |
| 2008 | 4,192,801 | −0.6%  |
| 2009 | 4,168,732 | −0.6%  |
| 2010 | 4,149,477 | −0.5%  |
| 2011 | 4,054,182 | −2.3%  |
| 2012 | 4,050,204 | −0.1%  |
| 2013 | 4,046,385 | −0.1%  |
| 2014 | 4,055,274 | +0.2%  |
| 2015 | 4,084,851 | +0.7%  |
| 2016 | 4,081,783 | −0.1%  |
| 2017 | 4,081,308 | −0.0%  |
| 2018 | 4,077,937 | −0.1%  |

## 같이 보기
- 독일의 주